# هاشنبورگ
شهر هاشنبورگ (به آلمانی: Hachenburg) در ایالت راینلند-فالتز در کشور آلمان واقع شده‌است.